# 千葉美加
千葉美加（日語：千葉 美加，1972年8月7日—）為日本的女歌手、演員，出生於岩手縣釜石市，但在東京都世田谷區長大，畢業於堀越高等學校。1990年代初期將演藝重心自日本移往臺灣，掀起一陣旋風。1998年和經紀公司Horipro合約期滿後引退，2003年曾短暫復出參與東京電視台《超星神》的演出，目前專職家庭主婦，育有二女。

## 生平簡歷
1986年參加著名經紀公司Horipro所舉辦的新人選秀比賽「Horipro星探商隊」，以演唱本田美奈子的《1986年のマリリン》獲得最佳演唱獎。接著和Horipro簽約，歷經約3年的培訓。尚未以歌手之身分出道前，曾參與《新・熱中時代宣言》（1986年，日本電視台）、《あぶない少年II》（1988年，東京電視台）、《花のあすか組！》（1988年，富士電視台）等電視節目，並在電影《刑事物語5 やまびこの詩》（1987年，東寶）中演出。後來1988年在電視影集《電腦警察》（1988年，日本電視台）飾演上杉智子，並演唱主題曲《シューティングスター（流星）》。
1989年5月21日發行單曲《BRAND-NEW TOMORROW》，正式以歌手身分出道；翌年3月3日發行第二首單曲《風を感じて》，則是翻唱濱田省吾的作品。雖然電視主持人島田紳助曾在其節目《CLUB紳助》（朝日放送）上稱讚千葉美加：「最近偶像歌手的實力每下愈況，無論如何妳要變成大人物啊！（（日語）最近のアイドルは歌の下手なのが多いから、是非大物になれや）」，不過她在Oricon公信榜的銷售成績始終低迷。於是1991年千葉美加將演藝重心移往臺灣，由於她能歌善舞可模仿，且願意為了節目演出效果搞笑扮醜，迅速在臺灣打開知名度。不過，1994年後因其母親病危（後病故）而返回日本演藝圈。
回國後翻唱山口百惠的作品，發行單曲《E=MC2》，並參與音樂劇《FANTASIA》的演出。1998年與Horipro合約期滿於是引退，2002年嫁給從事獸醫的國中同學，並育有二女。2004年曾在電視連續劇《超星神》飾演一角，2016年6月10日日本節目《爆報! THE星期五》介紹，目前從事職業是寵物狗治療師，希望能開一間寵物咖啡廳。

## 演藝作品

### 單曲
1. 《シューティングスター》，1988年12月21日，CBS索尼，Oricon公信榜最高第160名。
2. 《BRAND-NEW TOMORROW》，1989年5月21日，CBS索尼，Oricon公信榜最高第72名。
3. 《風を感じて》，1990年3月3日，1990年世界選手權自行車競技大會日本大會主題曲，CBS索尼，Oricon公信榜最高第60名，原唱者：濱田省吾（日语：浜田省吾）。
4. 《PONYTAIL SOLDIER》，1990年9月21日，CBS索尼，Oricon公信榜最高第148名。
5. 《恋は5時から》，1991年3月21日，明治乳業廣告曲，CBS索尼。
6. 《E=MC2》，1996年9月21日，原唱者：山口百惠。

### 專輯
- 日本發行：

1. 《行くね》，1989年10月21日，Oricon公信榜最高第54名。
2. 《フェイント勝ちね》，1990年7月21日，Oricon公信榜最高第125名。
3. 《心の温度》，1991年5月22日，Oricon公信榜最高第135名。
4. 《あなたに会えたから》，1994年11月18日。
5. 《頑皮MIKA青春・起飛》，1995年4月21日。
6. 《頑皮・MIKA～MIKA STEP INTO ASIA I～》，1995年4月21日。
7. 《心の温度～MIKA STEP INTO ASIAIV～》，1995年6月21日。
8. 《鶴舞～MIKA STEP INTO ASIA3～》，1995年6月21日。

- 臺灣發行：

1. 《頑皮MIKA青春・起飛》，1990年，喜瑪拉雅唱片。
2. 《快樂神仙》，1991年，喜瑪拉雅唱片。
3. 《別離選擇了我》，1992年，藍與白唱片。
4. 《再見！我的愛》，1993年，藍與白唱片。
5. 《午夜情人夢/你是我的》，1994年，藍與白唱片。

### 電視劇
- 《新・熱中時代宣言》（1986年，日本電視台）
- 《あぶない少年II》（1988年，東京電視台）
- 《花のあすか組！》（1988年，富士電視台）
- 《電腦警察》（1988年，日本電視台）：飾演上杉智子。
- 《ゴメンドーかけます》（1989年，富士電視台）
- 《超星神》（2004年，東京電視台）：飾演佐伯カリン。

### 電視節目
- 《パオパオチャンネル》（1988年，朝日電視台）
- 《東京イエローページ》（1989年，TBS電視台）
- 《GOB》（1990年至1991年，日本電視台）

### 電影
- 《刑事物語5 やまびこの詩》（1987年，東寶）

### 廣播節目
- 《関根勤のTOKYOベストヒット》（1989年至1990年，日本放送）
- 《千葉美加のハートに落書き》（1990年4月至1992年3月，FM新潟）

### 音樂劇
- 《FANTASIA》（1996年）